# Lista över Dominicas premiärministrar

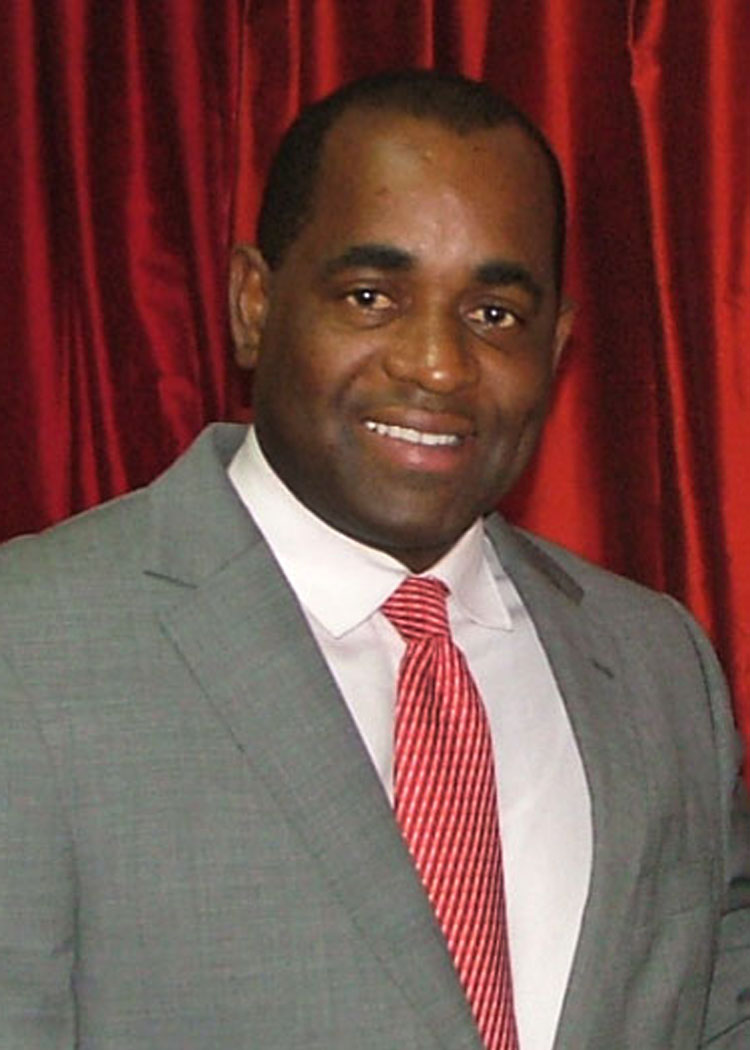
Roosevelt Skerrit är Dominicas premiärminister sedan 2004.

Detta är en lista över Dominicas premiärministrar

## Dominicas chief ministers, 1960 till 1967
- Frank Baron: 1 januari 1960 till januari 1961
- Edward Oliver LeBlanc: januari 1961 till 1 mars 1967

## Dominicas premiärministrar, 1967 till idag
- Edward Oliver LeBlanc: 1 mars 1967 till 27 juli 1974
- Patrick John: 27 juli 1974 till 21 juni 1979
- Oliver Seraphine: 21 juni 1979 till 21 juli 1980
- Dame Eugenia Charles: 21 juli 1980 till 14 juni 1995
- Edison James: 14 juni 1995 till 3 februari 2000
- Rosie Douglas: 3 februari till 1 oktober 2000
- Pierre Charles: 1 oktober 2000 till 6 januari 2004
- Osborne Riviere (tillförordnad): 6 till 8 januari 2004
- Roosevelt Skerrit: 8 januari 2004 till idag